# Йоганн Айґлер
Йоганн Айґлер (нім. Johann Eigler; 31 січня 1913 Пфронтен — ?) — офіцер військ СС, штурмбаннфюрер СС. Кавалер Німецького хреста в золоті.

## Нагороди
- Кільце «Мертва голова»
- Медаль «У пам'ять 13 березня 1938 року»
- Медаль «У пам'ять 1 жовтня 1938»

### Друга світова війна
- Данцигський хрест 2-го класу
- Почесний знак самооборони СС Данцига (21 листопада 1939)
- Залізний хрест 2-го і 1-го (21 травня 1940) класу
- Німецький хрест в золоті (13 травня 1942) — як гауптштурмфюрер СС 3-ї роти танково-розвідувального дивізіону СС «Мертва голова» дивізії СС «Мертва голова».
- Хрест Воєнних заслуг  2-го і 1-го (1944) класу з мечами
- Штурмовий піхотний знак в бронзі
- Нагрудний знак «За поранення» в чорному